# 实射影空间
数学中，实射影空间（real projective space），记作 RPn，是 Rn+1 中的直线组成的射影空间。它是一个 n 维紧光滑流形，也是格拉斯曼流形的一个特例。

## 构造
与所有射影空间一样，RPn 是通过取 Rn+1 − {0} 在等价关系 x ∼ λx 对所有实数 λ ≠ 0 下的商空间。对所有 x 属于 Rn+1 − {0}，总可找到一个 λ 使得t λx 的范数为 1。恰好有相差一个符号的两个这样的 λ。
故 RPn 也可通过将 Rn+1 中单位 n-维球面 Sn 的对径点等同起来得到。
进一步我们限制在  Sn 的上半球面，仅将边界赤道上的对径点等同。这说明 RPn 闭 n-维圆盘 Dn 将边界 ∂Dn = Sn−1 上的对径点等同。

## 低维例子
{\displaystyle \mathbf {RP} ^{1}} 也成为实射影直线，拓扑等价于圆周。
{\displaystyle \mathbf {RP} ^{2}} 称为实射影平面。
{\displaystyle \mathbf {RP} ^{3}} （微分同胚）是 SO(3)，从而有一个群结构；覆叠映射 {\displaystyle S^{3}\to \mathbf {RP} ^{3}} 是一个群映射 {\displaystyle \operatorname {Spin} (3)\to SO(3)}，这里 Spin(3)是 SO(3) 的万有覆叠李群。

## 拓扑
n-维球面的对径映射（将 x 送到 -x）生成 Sn 上一个 Z2 群作用。上已提到，这个作用的轨道空间是 RPn。这个作用恰是一个覆叠空间作用，使 Sn 成为 RPn 的二重覆叠。因为对  n ≥ 2，Sn 是单连通的，它们在此情形也是万有覆叠。从而当  n > 1 时，RPn 的基本群是 Z2（当 n=1 基本群是 Z 因为同胚于 S1）。基本的一个生成元是连接 Sn 中一组对径点的曲线投影到 RPn 上的闭曲线。

### 点集拓扑
n-维射影空间的一些性质： 
- 1-维射影空间同胚与圆周。

- 2-维射影空间不能嵌入 R3。但可以嵌入 R4 以及浸入 R3。

- n-维射影空间事实上同胚于 R(n+1)2 中所有迹为 1 的对称 (n+1)×(n+1) 幂等线性变换组成的子流形。

- n-维射影空间是紧连通空间，基本群同构于 2 阶循环群（从 n-维球面到 n-维射影空间的商映射是 n-维射影射影空间被一个道路连通空间的二重覆叠）。

### 同伦群
{\displaystyle \mathbf {RP} ^{n}} 的高次同伦群恰好是 {\displaystyle S^{n}} 的高阶同伦群，有纤维化的同伦长正合序列得出。
确切地，这个纤维丛是
{\displaystyle \mathbf {Z} /2\to S^{n}\to \mathbf {RP} ^{n}.}
你也可以类似于复射影空间将其写成
{\displaystyle S^{0}\to S^{n}\to \mathbf {RP} ^{n}}
或
{\displaystyle O(1)\to S^{n}\to \mathbf {RP} ^{n}.}
低次同调群是
{\displaystyle \pi _{i}\mathbf {RP} ^{n}={\begin{cases}0&i=0\\\mathbf {Z} /2&i=1\\0&1<i<n\\\mathbf {Z} &i=n.\end{cases}}}

### 光滑结构
实射影空间是光滑流形。在 Sn 的齐次坐标 (x1...xn+1) 中，考虑子集 Ui 使得 xi ≠ 0。每个 Ui 同胚于 Rn 中的开单位球体，且坐标转移函数是光滑的。这给出了 RPn 一个光滑结构。

### CW 结构
实射影空间 RPn 有一个 CW结构，在每一维有 1 个胞腔。
在 Sn 上的齐次坐标 (x1 ... xn+1) 中，坐标邻域 U1 = {(x1 ... xn+1)|x1 ≠ 0} 可与 n-维圆盘 Dn 的内部等价。当 xi = 0，我们有 RPn - 1。从而 RPn 的 n - 1 骨架是 RPn - 1，而且黏贴映射 f: Sn-1 → RPn - 1 是一个二对一映射。我们可令
{\displaystyle \mathbf {RP} ^{n}=\mathbf {RP} ^{n-1}\cup _{f}D^{n}.}
归纳证明 RPn 是一个 CW 复形，在每一维有 1 个胞腔。
这些胞腔与旗流形上一样是舒伯特胞腔。这便是，取一个完全旗（称为标准旗）0 = V0 < V1 <...< Vn；则闭 k-胞腔是属于 Vk 中的直线。而开 k-胞腔（k-胞腔的内部）是 Vk\Vk-1 中的直线（属于 Vk 但不属于 Vk - 1 的直线）。 
在齐次坐标（关于旗的）中，这些胞腔是
{\displaystyle [*:0:0:\dots :0]}
{\displaystyle [*:*:0:\dots :0]}
{\displaystyle \vdots }
{\displaystyle [*:*:*:\dots :*].}
这不是一个正则 CW 结构，因黏贴映射是二对一的。但它的覆盖是球面上一个正则 CW 结构，在每一维有 2 个胞腔；事实上，这是球面上最小的正则 CW 结构。
在光滑结构的帮助下，莫尔斯函数的存在性可证明 RPn 是一个 CW 复形。在齐次坐标中，这样一个函数可为：
{\displaystyle g(x_{1},\cdots ,x_{n+1})=\sum _{1}^{n+1}i\cdot |x_{i}|^{2}.}
在每个邻域 Ui，g 有非退化奇点 (0...,1,...0)，这里 1 出现于第 i 个位置，具有莫尔斯指标 i。这说明了 RPn 是一个在每一维有一个胞腔的 CW 复形。

### 同调
与上面 CW 结构相伴的胞腔链复形在每个维数 0,...,n 恰有一个胞腔。对每个维数 k，边界映射 dk : δDk → RPk-1/RPk-2，坍塌到 Sk - 1 上的赤道然后将对径点等同。在奇数（偶数）维，度数为 0（2）：
{\displaystyle \mathrm {deg} (d_{k})=1+(-1)^{k}.\,}
从而整同调是
{\displaystyle H_{i}(\mathbf {RP} ^{n})={\begin{cases}\mathbf {Z} &i=0{\mbox{ or }}i=n{\mbox{ odd,}}\\\mathbf {Z/2Z} &0<i<n,\ i\ {\mbox{odd,}}\\0&{\mbox{else.}}\end{cases}}}

### 可定向性
{\displaystyle \mathbf {RP} ^{n}} 可定向当且仅当 n 为奇数，上面的同调计算已经做了说明。更具体地，{\displaystyle \mathbf {R} ^{p}} 上的对径映射有符号 {\displaystyle (-1)^{p}}，所以它是保定向的当且仅当 p 是偶数。从而定向特征标是：{\displaystyle \pi _{1}(\mathbf {RP} ^{n})} 中的非平凡回路作为 {\displaystyle (-1)^{n+1}} 作用在定向上，所以 {\displaystyle \mathbf {RP} ^{n}} 可定向当且仅当 n+1 为偶数，即 n 为奇数。

### 重言丛
在实射影空间上有一个自然的线丛，称为重言丛。更确切地，这称为重言子丛，也存在一个对偶 n-维丛称为重言商丛。

## 几何
实射影空间有一个常正数量曲率度量，由二重覆叠的标准圆球面（对极映射是一个等距）得来。
对标准圆度量，其截面曲率恒等于 1。

### 测度
在标准圆度量中，射影空间的测度恰好是球面测度的一半。

## 无穷实射影空间
无穷实射影空间构造为有限射影空间的正向极限或并集：
{\displaystyle \mathbb {RP} ^{\infty }:=\lim _{n}\mathbb {RP} ^{n}.}
拓扑上说，这是艾伦伯格-麦克兰恩空间{\displaystyle K(\mathbb {Z} /2,1)}（它被可缩的无穷球面 {\displaystyle S^{\infty }} 二重覆叠）并且是 BO(1)，线丛的分类空间（更一般地，无穷格拉斯曼流形是向量丛的分类空间）。
系数取 Z/2 的上同调环是
{\displaystyle H^{*}(\mathbb {RP} ^{\infty };\mathbb {Z} /2)=\mathbb {Z} /2[w_{1}],}
这里 {\displaystyle w_{1}} 是第一斯蒂弗尔-惠特尼类：
它是 {\displaystyle w_{1}}（其度数为 1）上的自由 {\displaystyle \mathbb {Z} /2}-代数。